# エッチシティ
エッチシティ (HCT Co., Ltd.)は韓国のKCC認証とFCC、CE認証を含めた各国の認証を進む試験機関である。尚、校正事業と物質カウンタ-とアンテナを開発事業も行っている。2000年に(株)現代電子から分社して設立されたため、最初の会社名は「現代校正認証技術院法人」だったが、2007年「HCT Co., Ltd」に変更された。韓国と中国、アメリカに支社を持っている。

## エッチシティの歴史

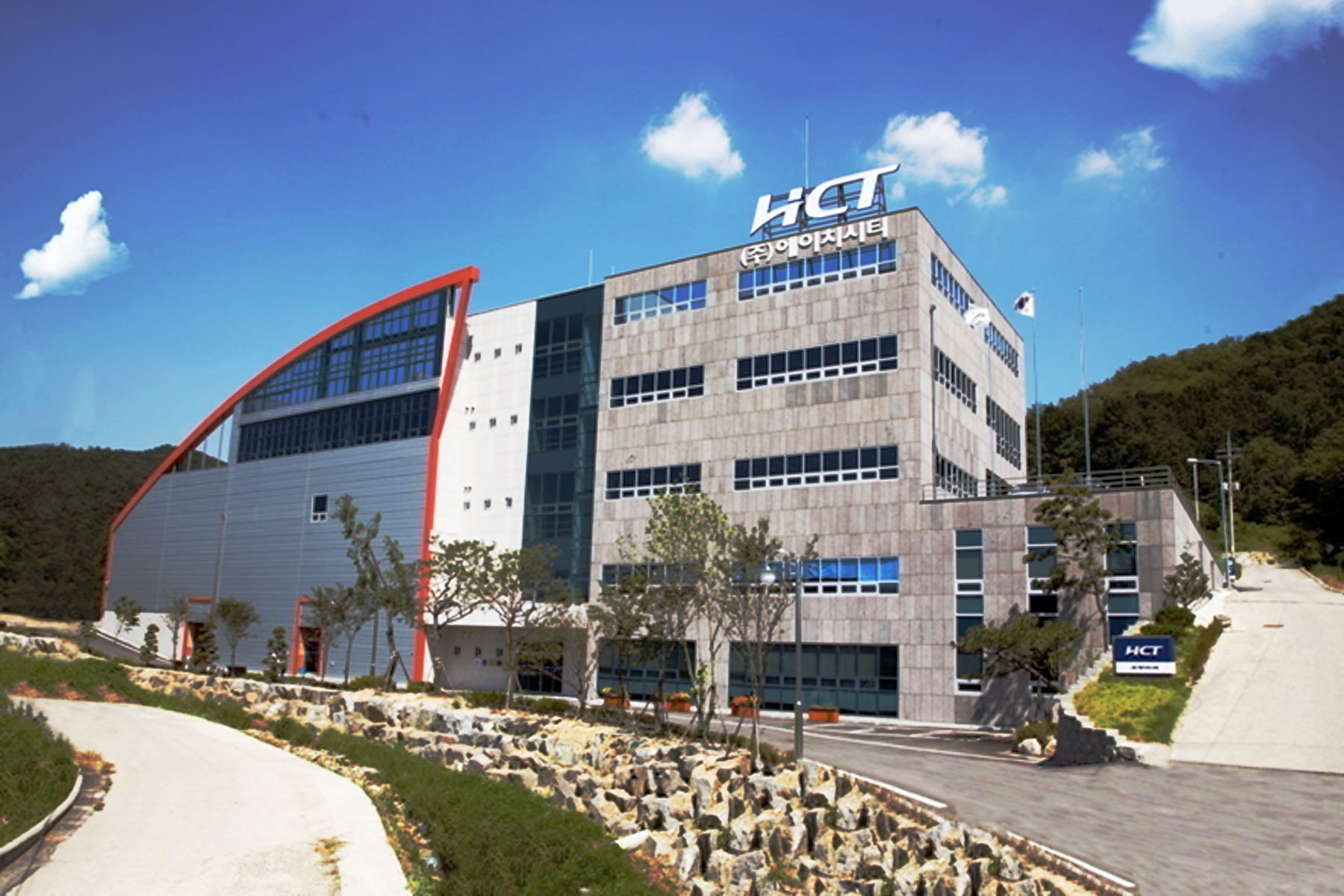
韓国利川市にエッチシティの本社

- 2000年 現代電子から分社されて現代校正認証技術院法人設立
- 2000年 KOLAS (ISO/IEC 17025)から国家校正機関認証取得
- 2002年 KOLAS(ISO/IEC 17025)から国際公認試験機関認証
- 2004年 アメリカ法人設立
- 2006年 中国法人設立
- 2006年 世界初のSNPC(Scanning Nano Particle Counter)開発.[1][2]
- 2007年 現代校正認証技術院法人からHCT CO.,LTD(エッチシティ)に社名変更
- 2010年 アメリカのDallasにfield test法人設立
- 2011年 エッチシティの本社移転

## 製品と勤務

### 適合試験

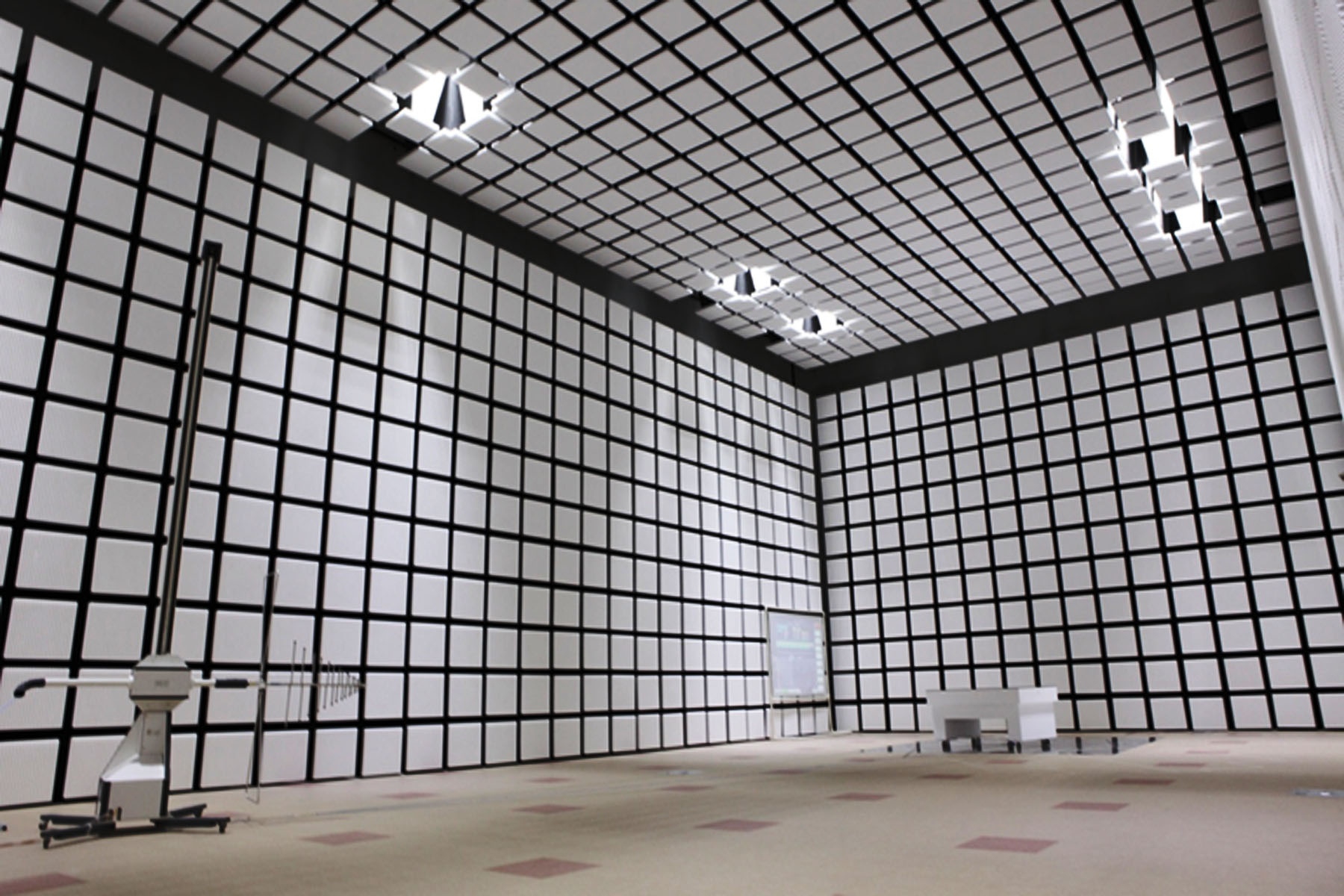
エッチシティの10m準無響テストチャンバー

- 電磁両立性（EMC)試験
- 電波の周波数（RF）試験
- 安全信頼試験
- バッテリ試験
- SARとOTA
- 有線通信
- 無線通信

### 機器校正
- SARプローブ
- 粒子カウンタ-
- 航空機着陸系器
- AT4信号発生器の校正ソフト[3]

### 研究開発分野
- 物質カウンタ-
- Wide Range Aerosol Particle Spectrometer (WAPS)-サムスン電子と一緒に開発 [4]
- クリーンルーム環境用インパクタ-[5]
- 吸入毒性系[6][7]

### アンテナ
- 低周波のカードのアンテナ
- 携帯電話のアンテナ (内部タイプ)
- 携帯電話のアンテナ (FPCBタイプ)
- 自動車複数帯域のアンテナ
- 金属ケース二重SIM携帯電話のアンテナ